# Adaílton dos Santos da Silva
Adaílton dos Santos da Silva (nacido el 6 de diciembre de 1990) es un futbolista brasileño que se desempeña como centrocampista en el Yokohama FC de la J1 League.
Jugó para clubes como el Fortaleza, Vitória, Atlético Paranaense, Ituano, Joinville, Ponte Preta, Paraná y Júbilo Iwata.

## Trayectoria

### Clubes
| Club                         | País   | Año       |
| ---------------------------- | ------ | --------- |
| Fortaleza E. C.              | Brasil | 2008-2009 |
| E. C. Vitória                | Brasil | 2010-2014 |
| Atlético Paranaense (cedido) | Brasil | 2011      |
| Ituano F. C. (cedido)        | Brasil | 2012      |
| Joinville E. C. (cedido)     | Brasil | 2012      |
| Ituano F. C. (cedido)        | Brasil | 2013      |
| A. A. Ponte Preta (cedido)   | Brasil | 2013      |
| Paraná Clube                 | Brasil | 2014-2015 |
| Júbilo Iwata (cedido)        | Japón  | 2015      |
| Júbilo Iwata                 | Japón  | 2016-2019 |
| F. C. Tokyo                  | Japón  | 2020-2023 |
| Ventforet Kofu               | Japón  | 2024      |
| Remo                         | Brasil | 2025      |
| Yokohama FC                  | Japón  | 2025-     |

## Palmarés

### Títulos nacionales
| Título         | Club        | País  | Año  |
| -------------- | ----------- | ----- | ---- |
| Copa J. League | F. C. Tokyo | Japón | 2020 |